# Thân vương xứ Waterloo

Huy hiệu của Thân vương xứ Waterloo

Thân vương xứ Waterloo (tiếng Hà Lan: Prins van Waterloo, tiếng Pháp: Prince de Waterloo; tiếng Anh: Prince of Waterloo) là một tước hiệu thuộc Quý tộc Hà Lan và Bỉ, do Công tước xứ Wellington thuộc Đẳng cấp quý tộc Vương quốc Liên hiệp Anh nắm giữ. Tước hiệu do Vua William I của Hà Lan tạo ra để trao cho Thống chế Arthur Wellesley, Công tước thứ 1 xứ Wellington như một Tước hiệu chiến thắng để ghi nhận việc đánh bại Hoàng đế Napoléon trong Trận Waterloo năm 1815. Công tước Wellington và những người thừa kế tước vị của ông đều thuộc quý tộc Hà Lan và Bỉ, trong đó tất cả các công tước đều mang tước hiệu "Thân vương xứ Waterloo" với phong cách "Serene Highness" (tiếng Hà Lan: Doorluchtigheid). Phần còn lại của gia đình công tước vẫn giữ kính ngữ tiếng Hà Lan là Jonkheer hoặc Jonkvrouw.

## Danh sách các Thân vương xứ Waterloo (1815-Nay)
- Arthur Wellesley, Đệ nhất Thân vương xứ Waterloo (1769–1852) từ 1815
- Arthur Wellesley, Đệ nhị Thân vương xứ Waterloo (1807–1884) từ 1852
- Henry Wellesley, Đệ tam Thân vương xứ Waterloo (1846–1900) từ 1884
- Arthur Wellesley, Đệ tứ Thân vương xứ Waterloo (1849–1934) từ 1900
- Arthur (Charlie) Wellesley, Đệ ngủ Thân vương xứ Waterloo (1876–1941) từ 1934
- Henry (Morney) Wellesley, Đệ lục Thân vương xứ Waterloo (1912–1943) từ 1941
- Gerald (Gerry) Wellesley, Đệ thất Thân vương xứ Waterloo (1885–1972) từ 1943
- Arthur Valerian Wellesley, Đệ bác Thân vương xứ Waterloo (1915–2014) từ 1972
- Arthur Charles Wellesley, Đệ cửu Thân vương xứ Waterloo (b. 1945) từ 2014

Người thừa kế rõ ràng là con trai của người nắm giữ tước hiệu hiện tại Jonkheer Arthur Gerald Wellesley (sinh năm 1978).